# Tomáš Špidlík
Tomáš Špidlík, né le 17 décembre 1919 à Boskovice en Moravie (Tchécoslovaquie) et mort le 16 avril 2010 à Rome, est un prêtre jésuite tchèque, théologien et professeur de patristique et spiritualité orientale et auteur spirituel de renom. Il fut créé cardinal de l'Église catholique romaine en 2003.

## Biographie

### Formation
Né dans une famille pauvre, Tomáš doit travailler pour payer ses études au lycée. C’est pour lui source de fierté. En 1938, il commence des études de philosophie à l'université Masaryk de Brno, mais doit bientôt les interrompre à cause de l'occupation de son pays par les nazis. Il les reprendra par la suite. Il entre dans la Compagnie de Jésus le 23 septembre 1940. 
Au terme d’une formation qui le conduit dans diverses universités européennes, il est ordonné prêtre le 22 août 1949 à Maastricht (Pays-Bas).

### Carrière
En 1951, Spidlik est à Rome comme « directeur spirituel » des séminaristes tchèques (au Collegio Nepomuceno) et collabore au programme tchèque de la Radio Vatican. Il fait un doctorat à l’Institut pontifical oriental sous la direction de Irénée Hausherr et lui succède comme enseignant de théologie patristique et spiritualité orientale à partir de 1954. Ses manuels font autorité, en particulier celui qui traite de la Spiritualité et prière de l’Orient Chrétien.  
Il enseigne également à l'université pontificale grégorienne et est souvent invité dans d’autres universités, catholiques et orthodoxes pour y donner cours et conférences. Un de ses thèmes préférés est de parler de la 'Beauté qui sauve, et conduit à Dieu'. 
De 1975 à 1989, Spidlik est vice-provincial des jésuites tchèques en exil. En 1984, il est consulteur à la Congrégation pour les causes des saints, et à partir de 1994 également consulteur de la Congrégation pour les Églises orientales.  
En 1992, il fonde le Centre Aletti (it) (à Rome), dirigé par Marko Ivan Rupnik jusqu'en 2020, un centre jésuite pour l’étude de la tradition de l’Orient chrétien en relation aux problèmes du monde contemporain. Il y résidera jusqu’à la fin de sa vie. Le centre, grâce entre autres à son atelier de mosaïque religieuse, est un lieu important de contacts entre l’Orient catholique et orthodoxe.

### Cardinal
Tomáš Špidlík est créé cardinal par Jean-Paul II avec le titre de cardinal-diacre de Sant'Agata dei Goti lors du consistoire du 21 octobre 2003. Comme plusieurs autres jésuites avant lui (Henri de Lubac, Avery Dulles, Roberto Tucci), il demande au pape et obtient la permission de ne pas être ordonné évêque. 

### Mort
Le cardinal Tomas Spidlik meurt à Rome le 16 avril 2010. Après l'eucharistie d'adieu célébrée dans la basilique Saint-Pierre, sa dépouille mortelle est (comme il le souhaitait) portée à Olomouc en République tchèque. Une dernière cérémonie d'adieu, le 30 avril, est suivie de son enterrement dans la basilique des Saints Cyrille et Méthode à Velehrad. 
Peu avant de mourir, il avait confié à un proche: «Toute ma vie j’ai cherché le visage de Jésus. Maintenant je suis heureux et serein car je pars pour le rencontrer» 

## Œuvres et contributions majeures
Tomáš Špidlík est docteur honoris causa de la faculté orthodoxe de l’université de Cluj (Roumanie), de l’université d’Olomouc (Moravie, République tchèque), de l’université Charles de Prague, et de l’université du Sacré-Cœur, à Fairfield (Connecticut, États-Unis) où un Cardinal Spidlik Center for Ecumenical Understanding a été créé. 
Sa bibliographie (en diverses langues) recense 140 livres et quelque 600 articles. Quelques œuvres majeures (en français) :
- Joseph de Volokolamsk; un chapitre de la spiritualité russe, qui est sa thèse de doctorat (1956)
- La Sophiologie de Saint Basile (1961)
- La doctrine spirituelle de Théophane le Reclus. Le Cœur et l'Esprit (1965)
- Grégoire de Nazianze. Introduction à l'étude de sa doctrine spirituelle (1971)
- La Spiritualité de l'Orient chrétien: (I) Manuel systématique (1978§)
- La spiritualité de l'Orient chrétien: (II) La Prière (1988).
- L'idée russe. Une autre vision de l'homme (1994)
- Questions monastiques en Orient (1999)
- Ignazio di Loyola e la spiritualità orientale. Guida alla lettura degli Esercizi (1994)
- L'arte dui purificare il cuore (1999)
- (avec d'autres) La fede secondo le icone (2000)
- (avec d'autres) Teologia pastorale. A partire dalla bellezza (2005)